# میدان آزادی
میدان آزادی که پیش از انقلاب ۱۳۵۷ میدان شهیاد نام داشت، بزرگ‌ترین میدان شهر تهران است که در بخش غربی آن جای گرفته‌است. این میدان به همراه برج شهیاد در سال ۱۳۴۹ خورشیدی برای یادبود جشن‌های ۲۵۰۰ ساله شاهنشاهی ایران و به دستور محمدرضا پهلوی، شاه وقت ایران و توسط حسین امانت طراحی و ساخته شد و پس از انقلاب اسلامی ایران در سال ۱۳۵۷ «میدان آزادی» نام گرفت.

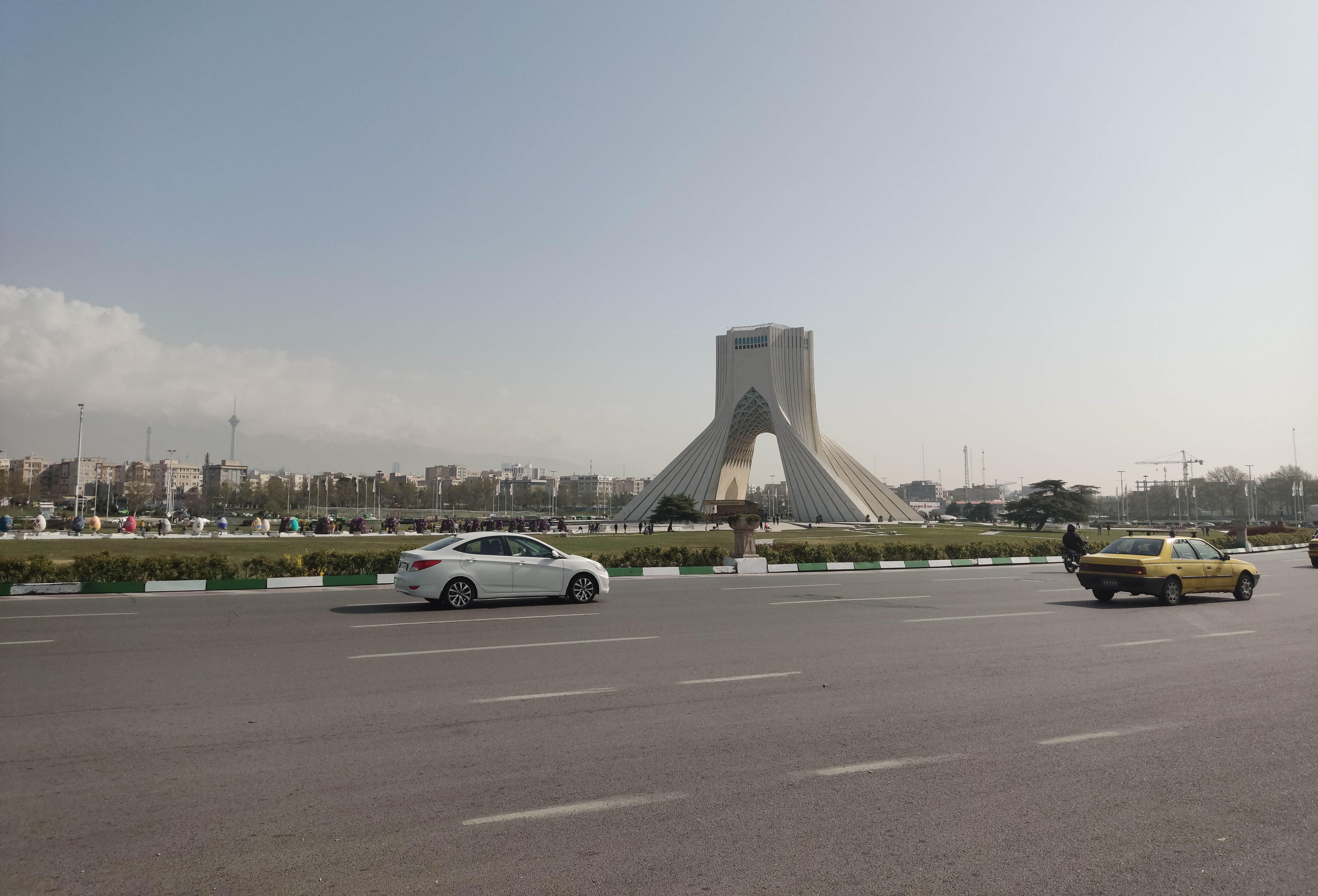
دور میدان آزادی

این میدان از شرق به خیابان آزادی، از شمال به بزرگراه محمدعلی جناح، از غرب به بزرگراه لشگری (جاده مخصوص کرج) و از جنوب به بزرگراه آیت‌الله سعیدی پیوند دارد.
برج شهیاد نشانگر مکانی شهر تهران است. 

## ویژگی‌های میدان

عکسی از میدان آزادی پیش از انقلاب ۱۳۵۷ ایران

میدان آزادی در بخش غربی تهران جای گرفته‌است و مسافرانی که از فرودگاه مهرآباد، ترمینال غرب تهران و بزرگراه لشگری (جاده مخصوص کرج) به تهران وارد می‌شوند، به عنوان نخستین نماد شهری، با این میدان و بنای ویژه آن روبرو خواهند شد. این میدان به شکل بیضی ساخته شده‌است که در مرکز آن برج آزادی قرار گرفته‌است و در حاشیهٔ آن دو مسیر سواره‌رو که در برخی از بخش‌ها به‌صورت زیرگذر ساخته‌شده، قرار گرفته‌است. در فضای میان بنای برج آزادی و مسیرهای پیرامون میدان نیز باغچه‌های چمن‌کاری شده به‌صورت شش ضلعی ساخته شده‌است.
میدان آزادی با مساحت ۵۰٬۰۰۰ مترمربع پس از میدان نقش جهان با مساحت ۸۹٬۶۰۰ مترمربع، بزرگ‌ترین میدان ایران است و برج آزادی، یکی از شناخته‌شده‌ترین نمادهای تهران، با بلندای چهل و هشت متر در میان آن جای گرفته‌است.
برج آزادی، در زمان محمدرضا پهلوی به عنوان نماد پایتخت ساخته شد. طراح این میدان مهندس معمار حسین امانت بود.
بر پایه نظرسنجی‌های انجام شده بیشینه شهروندان تهرانی برج آزادی را به عنوان نماد شهر تهران معرفی کرده‌اند. همچنین بر پایه همین نظرسنجی میدان آزادی، پس از موزه‌ها و کاخ‌ها، سومین جایی است که شهروندان تهرانی برای معرفی به بازدیدکنندگان خارجی دارای اولویت می‌دانند.
از سال ۱۳۵۲ تا سال ۱۳۵۷ اسکناس‌های دویست ریالی ایران با تصویری از این برج چاپ و پخش می‌شد.
این میدان مرکز تجمع تاکسی‌ها و اتوبوس‌های خطوط شهرستان به ویژه به سمت شمال و غرب کشور است.

## معماری
نقشهٔ میدان دقیقاً از سقف مسجد شیخ‌لطف‌الله اقتباس شده، تنها به جای یک دایره، در اینجا دو بخش از دو بیضی با کانون‌های متفاوت وجود دارند. اغلب طرح‌های پروژه، از جمله این طرح با نقشه‌های پیچیدهٔ هندسی و با الهام از نمونه‌های تاریخی و با چرخشی مدرن پرورانده شده‌است.
تحلیل هندسی تناسبات برج آن را کوتاه و تنومند نشان می‌دهد. در واقع اگر برج بلندتر می‌بود و اگر سه دایره افقی با دایره‌های عمودی هم‌سان بودند، قطعاً اوج‌گیری برج بیشتر القا می‌شد و دیگر همچون هیکلی بدون سر و گردن به نظر نمی‌رسید. اما به هرحال، ارتفاع ۴۵ متری برج که به دلیل نزدیکی به فرودگاه به طرح امانت تحمیل شده بود، او را محدود می‌کرد؛ بنابراین آنچه را که در ارتفاع نمی‌توانست به‌دست‌آورد، با گسترش افقی ستون‌ها و عظمت شکل‌های توخالی قسمت پایین جبران کرد.
یحیی جمور معاون فنی سازمان نقشه‌برداری کشور در رابطه با وضعیت برج آزادی گفت: با توجه فرونشست‌های اخیر در تهران و بر اساس گسترش پدیده فرونشست مناطق ۱۷، ۱۸، ۱۹ و ۲۰ تهران تحت تأثیر فرونشست قرار دارند و چیزی نمانده‌است که فرونشست به میدان آزادی نفوذ کند. یحیی جمور همچنین به تدابیر لازم در رابطه با برج آزادی اشاره کرد که در دست اقدام جهت ایمن‌سازی آن می‌باشند.

## نگارخانه

برج آزادی در زمان ساخت
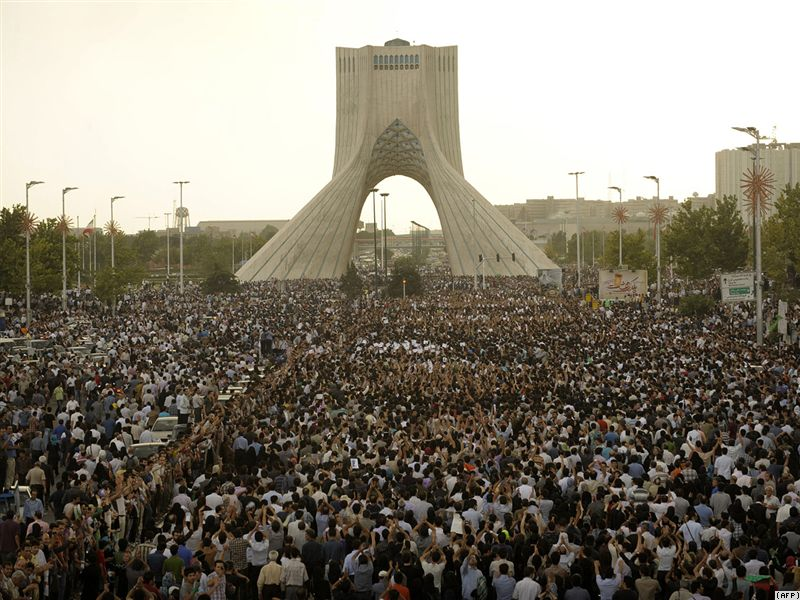
نمایی از معترضان پس از انتخابات ۱۳۸۸
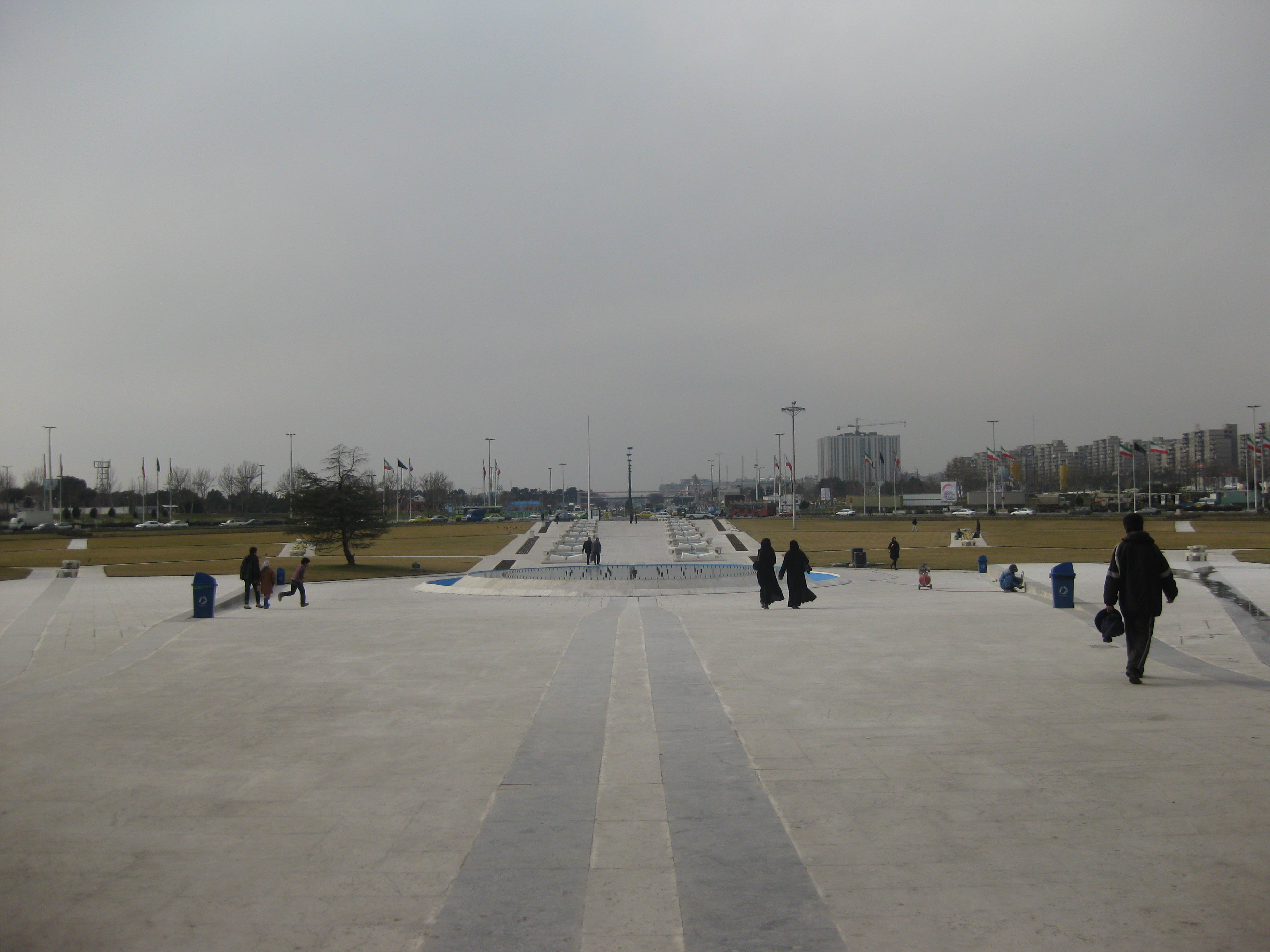
فضای میدان
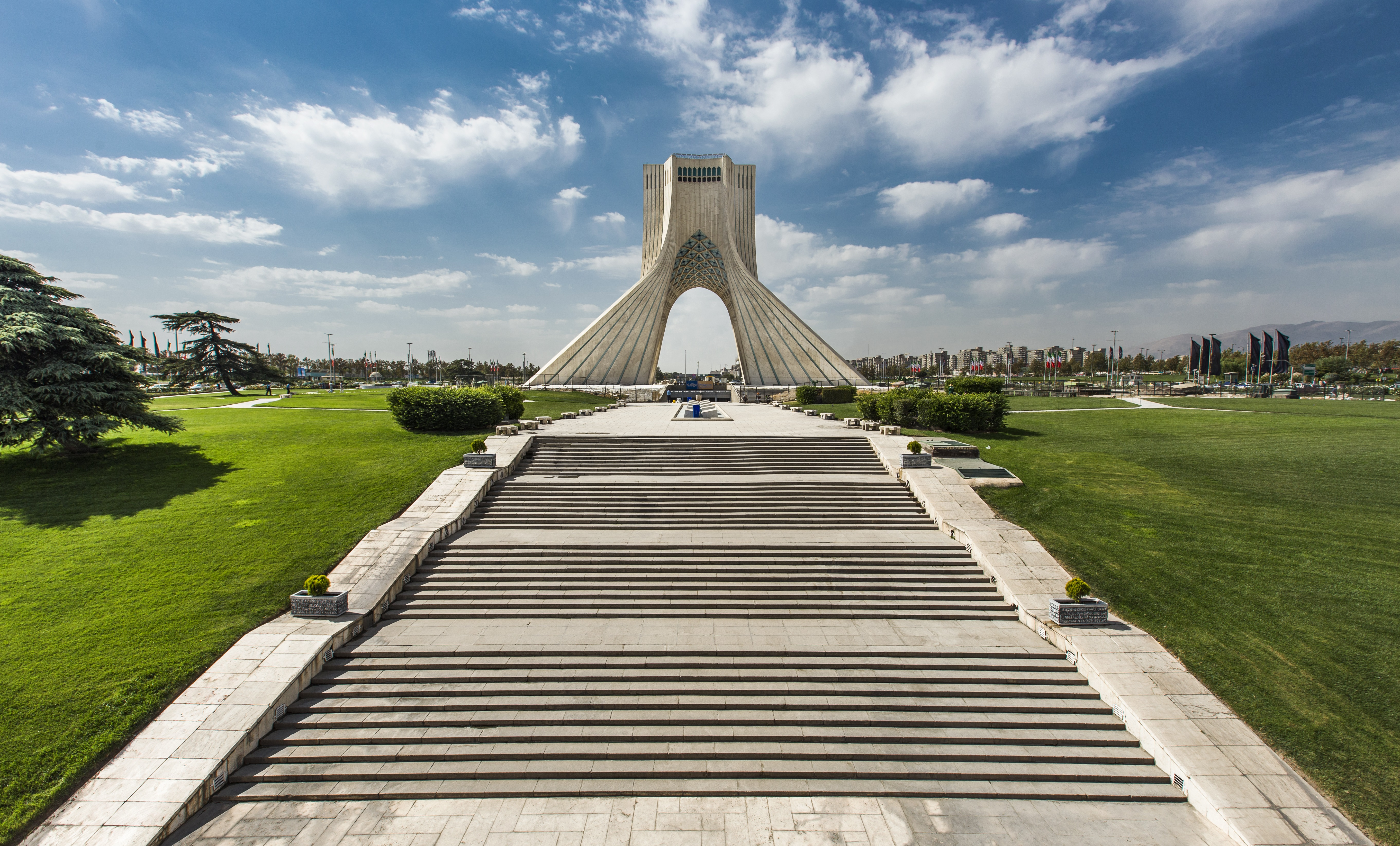
نمایی از میدان و برج آزادی
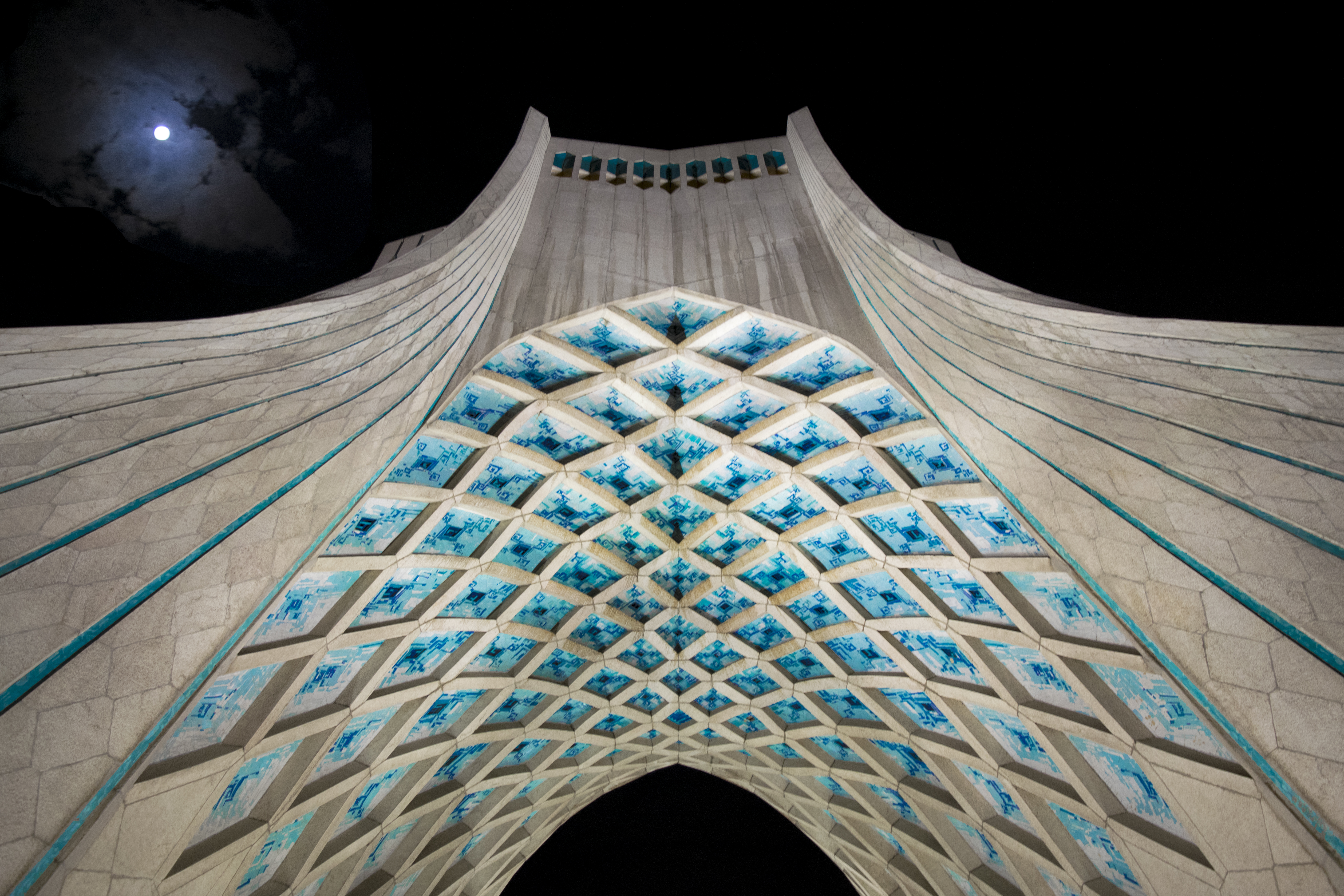
نمای زیرین برج آزادی در شب
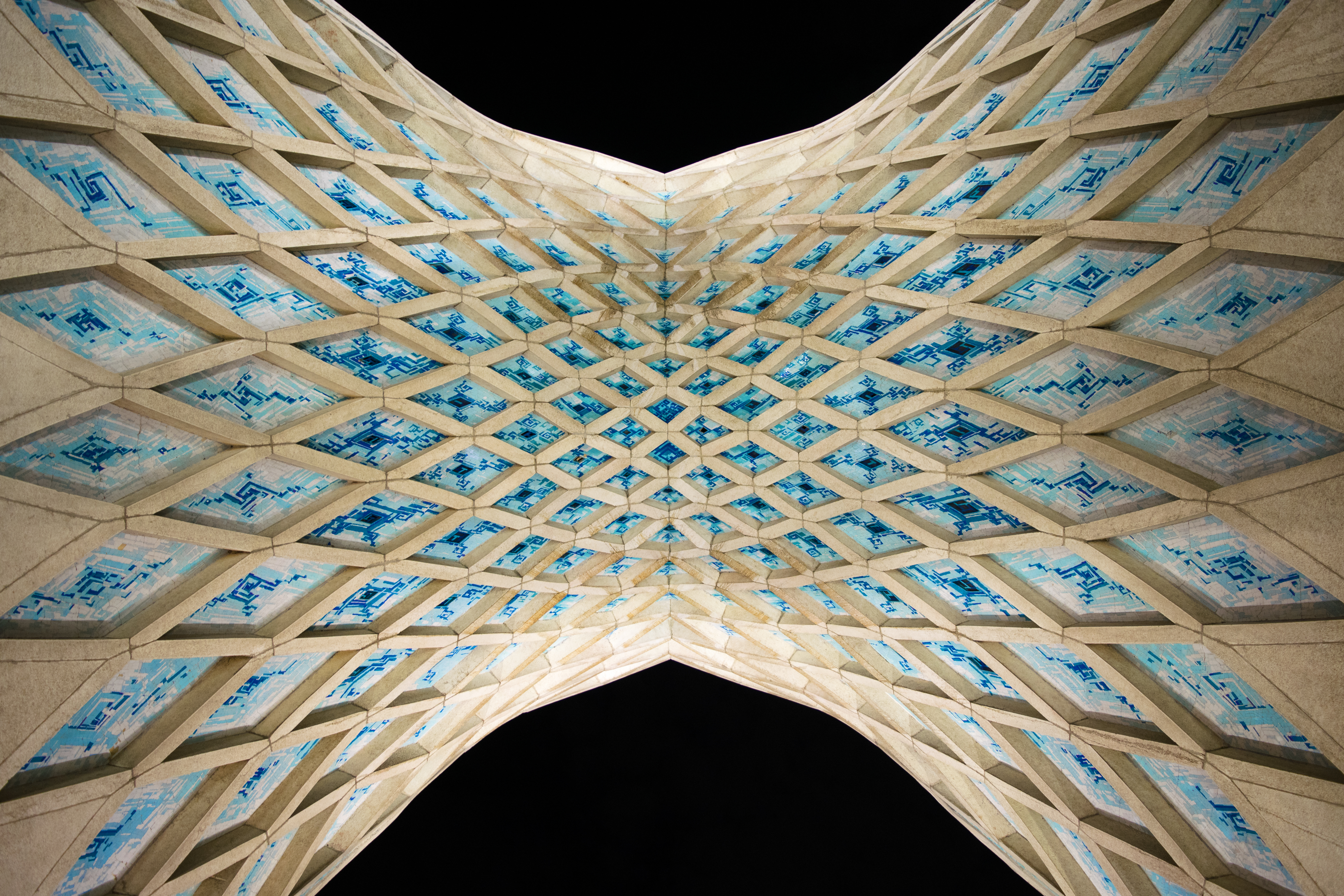
نمای زیرین برج آزادی